# Park im. Zasława Malickiego
Park im. Zasława Malickiego – park miejski położony w centrum osiedla Rakowiec w Warszawie. Nosi imię generalnego projektanta osiedla, wzniesionego w latach 1958–1974. Początkowo nosił imię Mariana Nowickiego, podobnie jak ulica ograniczająca go od północy.

## Opis
Wokół glinianki w latach 30. XX w. powstało modernistyczne osiedle bloków spółdzielczych zaprojektowanych przez Szymona i Helenę Syrkusów z pracowni „Praesens”. Wówczas były to same krańce Warszawy, świeżo włączone do miasta.
Według planów z początku lat 50. XX w. na wschodnim krańcu ulicy Dickensa miały stanąć oficyny Domu Społecznego tworzące dziedziniec monumentalnego teatru w stylu magnackim. Miał to być wschodni kraniec osiedla Ochota II planowanego przez zespół Bohdana Pniewskiego jako osiedle-brama Warszawy wzdłuż Szosy Krakowskiej (tj. ul. Grójeckiej). Ostatecznie plany mocno zredukowano, a teren dzisiejszego parku miało zająć blokowisko grupy osiedli Rakowiec będącej rozwinięciem przedwojennej zabudowy spółdzielczej.
Istniejący staw rybny (1931–1939) miał zapewniać pożywienie mieszkańcom czterem domom przy ul. Pruszkowskiej i budynkom przy ul. Wiślickiej. Mieszkańcy mieli prawo do połowu. W trakcie projektowania osiedla władze dzielnicy Ochota domagały się zasypania stawu i maksymalnego zagęszczenia zabudowy osiedla. Generalny projektant osiedla, architekt Zasław Malicki, stanowczo przeciwstawił się temu zamiarowi i ocalił staw przed likwidacją.
Staw został jednak pozbawiony szuwarów i zarośli, a brzegi umocniono kamieniami i betonem. W latach 50. XX w. był też miejscem zrzutu ścieków z pobliskiego PGR-u. Staw został gruntownie przebudowany w roku 2009 i przekształcony w zbiornik seminaturalny. Obecnie Staw Rakowiecki ma powierzchnię 2814 m² i stanowi centrum osiedlowego parku, któremu nadano imię projektanta.
W parku w sezonie letnim odbywają się występy artystyczne.
W południowej części parku, przy boisku sportowym i Domu Kultury Rakowiec znajduje się topola biała będąca pomnikiem przyrody o numerze ewidencyjnym 262 w rejestrze miejskim i 1087 w rejestrze wojewódzkim. W pobliżu zakrętu ulicy Wiślickiej znajduje się drugi pomnik przyrody – wiąz górski, który status ten otrzymał w 2012 r., a na zachodnim brzegu stawu klon srebrzysty, który jest pomnikiem od 2016 r.

## Galeria

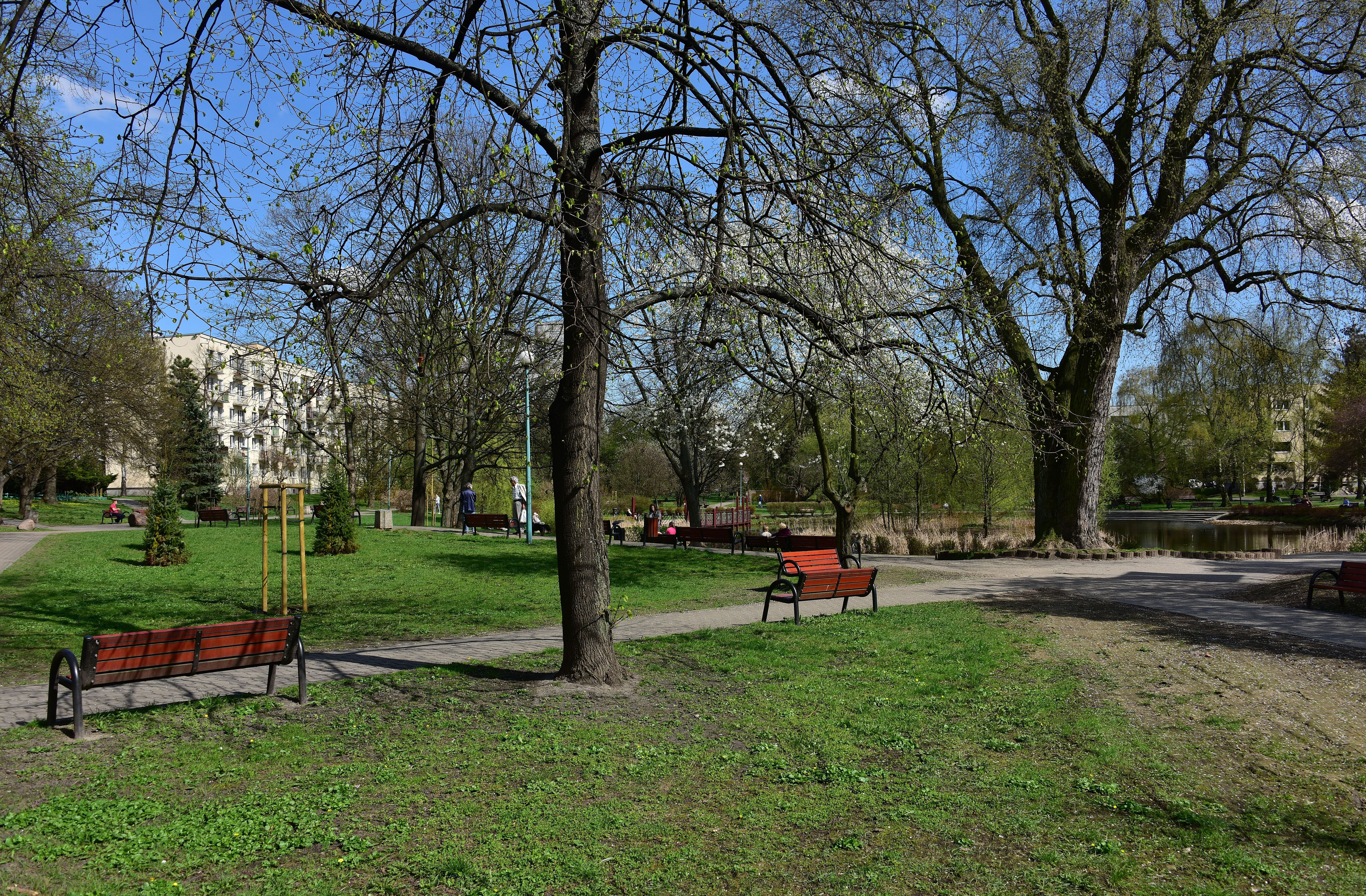
Fragment parku
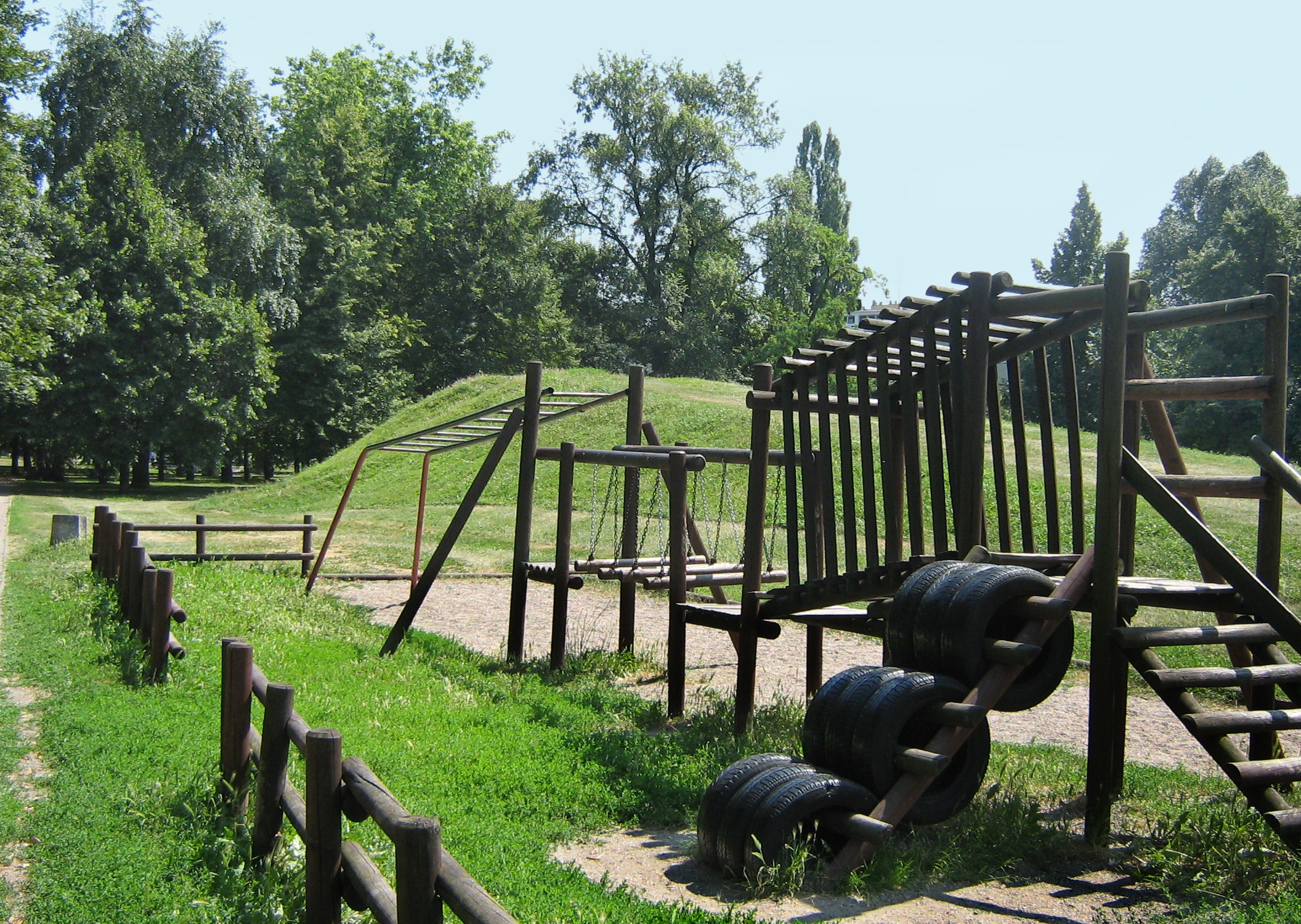
Plac zabaw
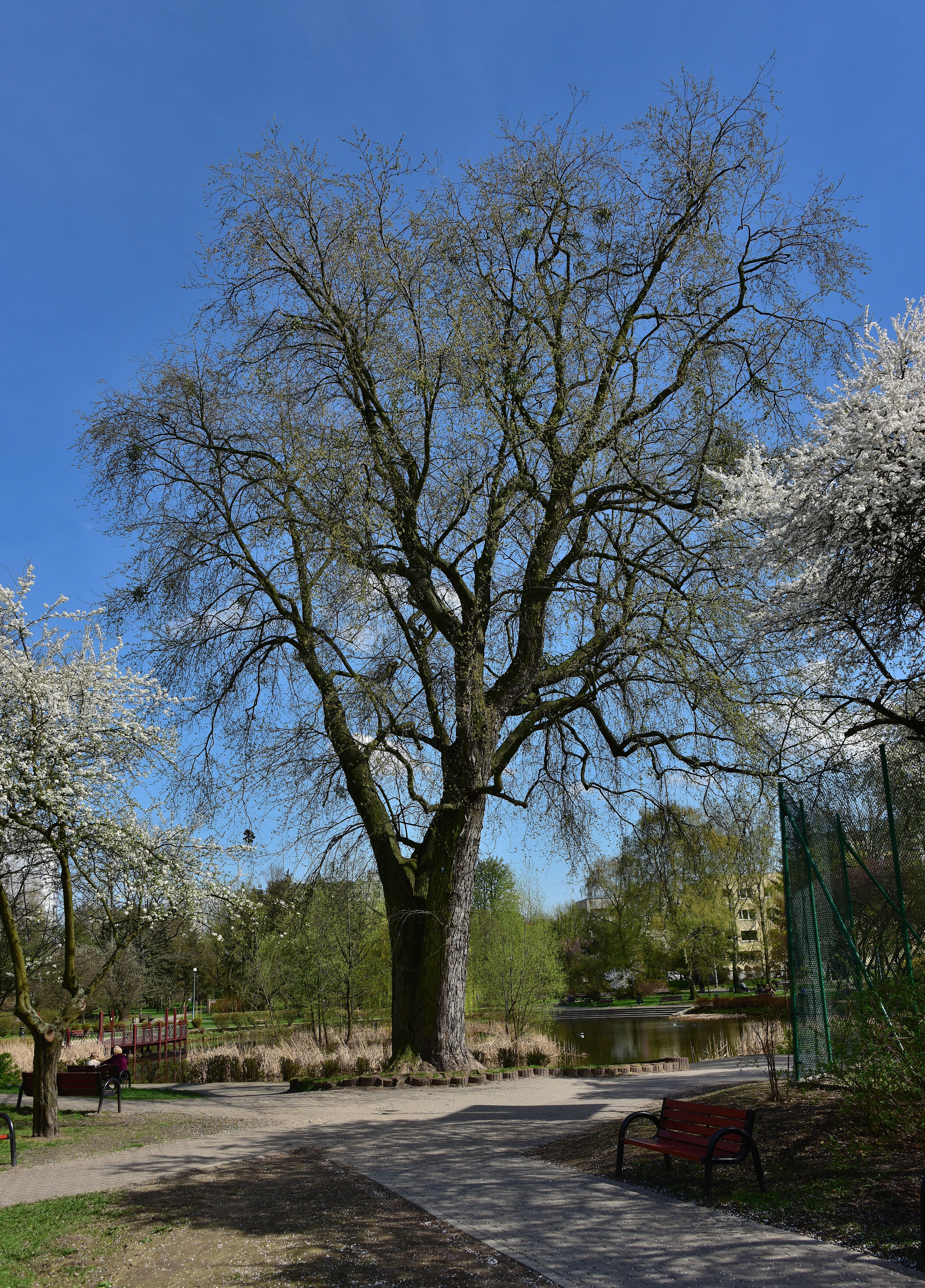
Pomnikowy klon srebrzysty
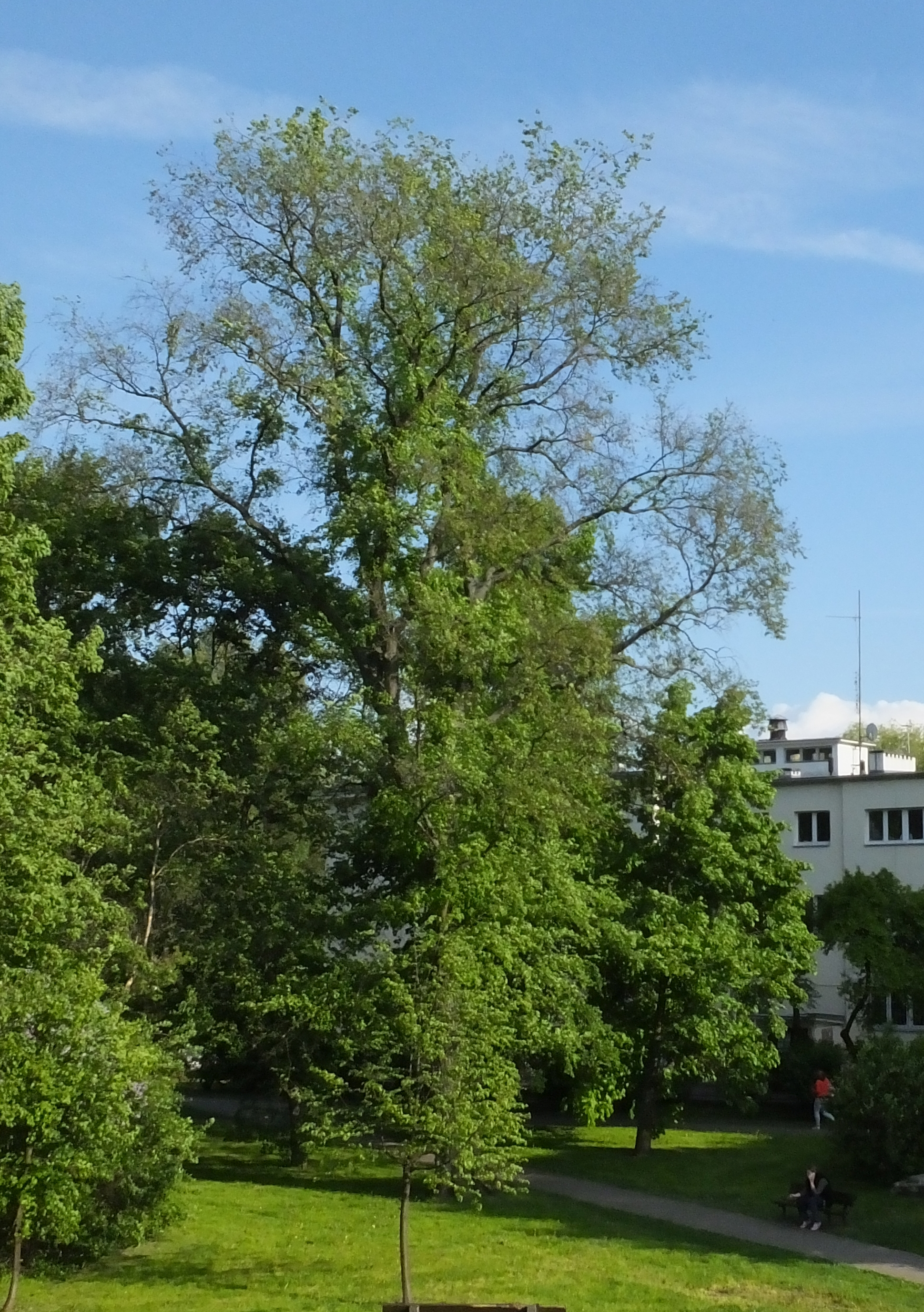
Pomnikowy wiąz